# Budenec
Budenec is een plaats in de gemeente Zagreb in de Kroatische provincie Stad Zagreb. De plaats telt 256 inwoners (2001).